# Афинеево (Московская область)
Афине́ево — одно из древних сел Московской области. Расположено в Наро-Фоминском городском округе Московской области России (с 2005 по 2017 год входило в состав городского поселения Апрелевка). Впервые упоминается в 1358 году в Духовной грамоте Великого князя Ивана Ивановича Красного (сына Ивана Калиты).
Население деревни — 129 (2010).
Афинеево находится на берегу реки Десна, в 27 км к юго-западу от Москвы и в 30 км к северо-востоку от Наро-Фоминска.
Здесь проживал известный российский режиссёр Александр Мельник и здесь же был похоронен на местном кладбище после своей гибели.

## История

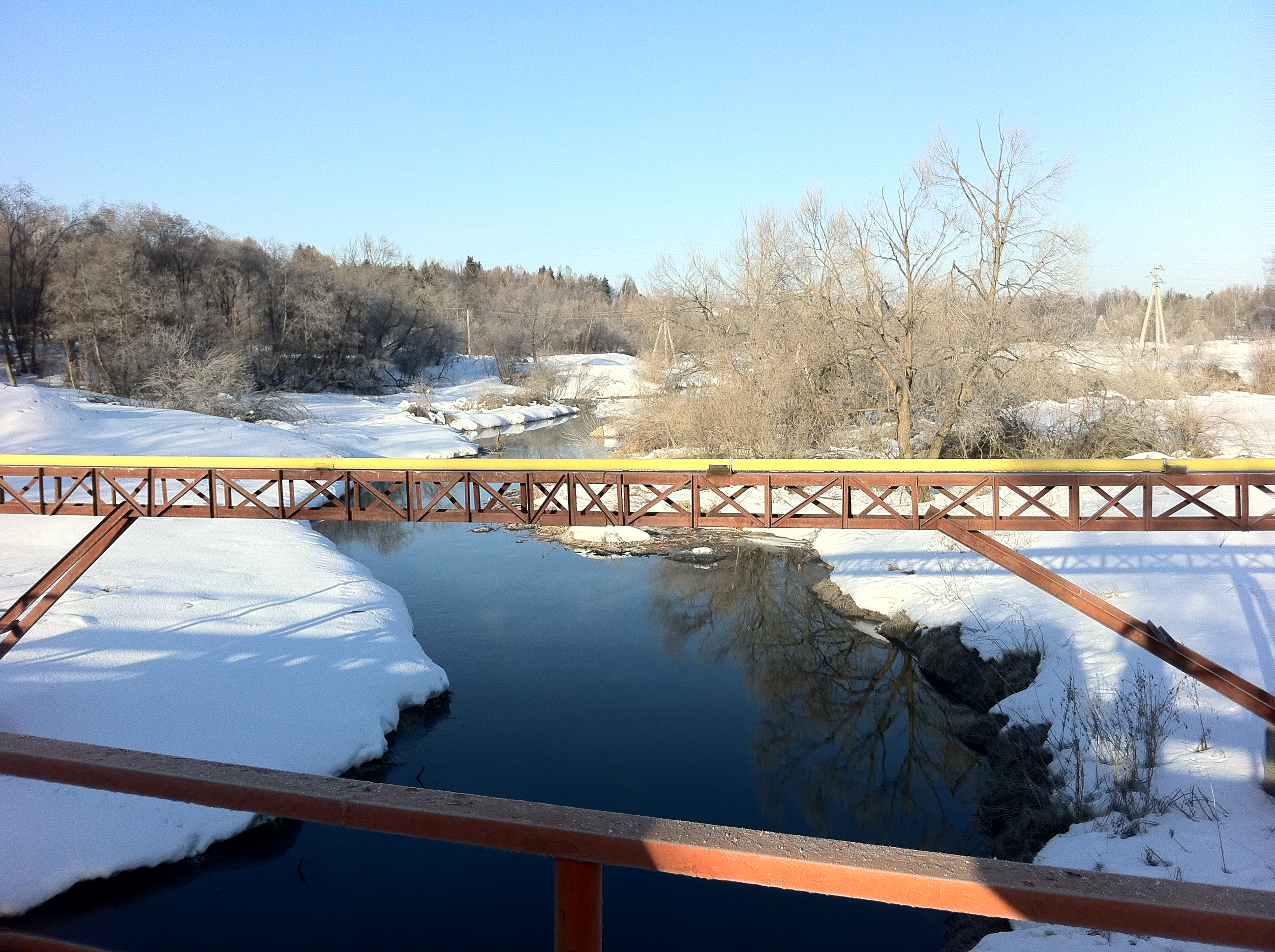
Река Десна. Вид с моста.

Село Афинеево является одним из самых древних сел Московской области. По мнению А. А. Бахрушина, в далёкой древности на месте Афинеева существовало финское поселение, от которого остались курганы.
Село впервые упоминается в 1627 году — в Писцовой книге как вотчина Ивана Патрикеевича Милюкова. В Смутное время Афинеево превратилось в пустошь и в 1627  году указывалось во владении Петра Степановича Корсакова. В 1646  году сельцо Афинеево, в котором находились: «двор вотчинников, где жили 9 человек, да задворных 4 двора — 11 человек, вместе с деревней Першиной (в ней один двор бобыльский — 2 человека и три двора пустых)» было заложено Петру Даниловичу Протасьеву.
В 1704 году Михаил Протасьев, внук П. Д. Протасьева, начал строительство каменной Иоанно-Предтеченской церкви. В 1709 году церковь в стиле московского барокко с характерными элементами греческого стиля была построена. После смерти М. А. Протасьева селом владела его дочь Любовь Михайловна, вышедшая замуж за Петра Афанасьевича Юшкова и получившая Афинеево по разделу с матерью, но в 1761 году она продала его Анне Семёновне Волынской, жене Ивана Михайловича Волынского. Во владении Волынских село находилось до конца XVIII века. При них в усадьбе построен барский дом и разбит сад.
От Волынских село перешло к московскому предводителю дворянства И. В. Ступишину, который благоустроил имение в соответствии с тогдашней модой — на европейский лад: большой регулярный парк с греческой архитектурой, каскадные пруды с искусственными островками и вычурными каменными мостиками, миловиды, многочисленные беседки. Затем имение досталось дальнему родственнику Ступишиных, Павлу Петровичу Свиньину, который вскоре продал его.
В конце XIX века, после ряда владельцев, имение приобрёл купец Н. Н. Власов. На месте старого дома Волынских был выстроен каменный дом в стиле ампир, изуродованный двумя нелепыми вышками на крыше.
В 1913 году Афинеево приобрёл известный театровед и купец Алексей Бахрушин. В 1914 году он принялся за капитальное переустройство и обновление усадьбы. Возвёл въездные ворота, построил лестницу к реке. В имении появился птичник, скотный двор, огород, цветник и пчелиные пасеки. Бахрушины рассчитывали жить здесь долго, но начавшаяся Первая мировая война и последовавшая за ней революция нарушили их планы. К тому же, в 1916 году пожар уничтожил усадебный дом.

## Население
| 2002 | 2006 | 2010 |
| ---- | ---- | ---- |
| 92   | ↘44  | ↗129 |

## Транспорт

### Автомобили
Основная магистраль для автотранспорта, проходящая по западной части деревни — Киевское шоссе (М3). От Москвы до Афинеево дорога занимает порядка 30 минут.

### Общественный транспорт
От Москвы до деревни можно добраться от станции метро «Юго-западная» на автобусе 1002 или маршрутке 309 и 490 до остановки «пионер-лагерь им. Терешковой» или «Афинеево»

## Достопримечательности

### Церковь Иоанна Предтечи

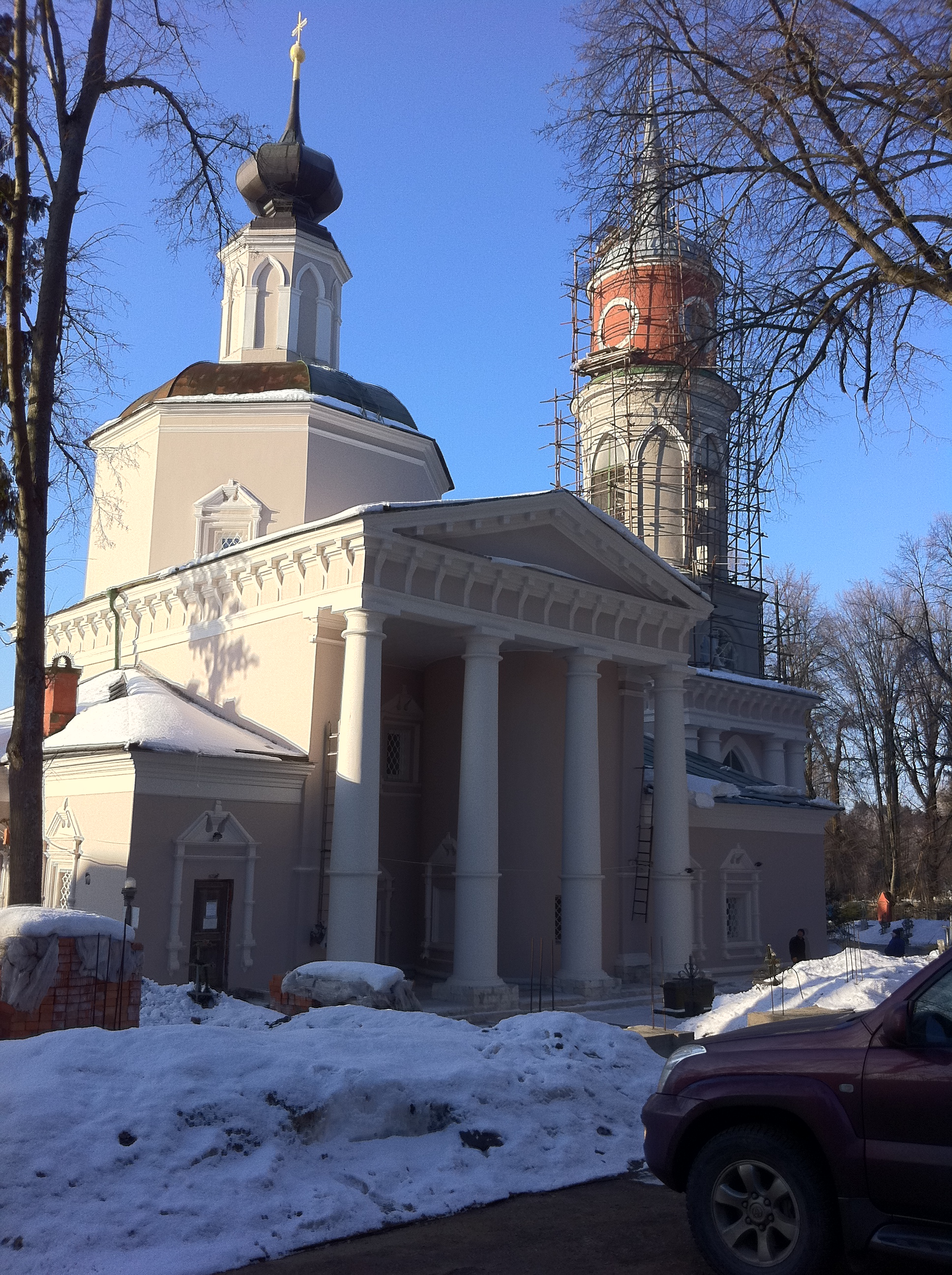
Церковь

Постройка церкви Иоанна Предтечи, начатая в 1704 году, была завершена в 1709 году: 4 ноября 1709 года были «…выданы два антиминса, по благословенной грамоте в Московский уезд, в село Афинеево, в новопостроенную церковь Иоанна Предтечи, да в предел Алексия Митрополита, Китайского сорока, староста поповской, Николаевский поп Феодор Яковлев взял два антиминса и росписался». В 1779 году новый владелец села, Захар Егорович Волынский, сменил на храме главу и покрыл церковь металлом. Немного позже, в 1780-х годах, церковь была реконструирована в стиле псевдоготики: разобрана колокольня и сооружена новая, которая сохранилась до наших дней. Вместе с колокольней в это же время возвели надстройку апсиды северного придела и высокий четырёхколонный портик. В советское время храм не закрывался.